# 쇠갈라고
쇠갈라고(Galagoides demidoff)는 갈라고과에 속하는 영장류의 하나이다. 데미도프왕자갈라고 또는 데미도프왕자부시베이비라고 부르기도 한다. 앙골라, 베냉, 부르키나파소, 부룬디, 카메룬, 중앙아프리카 공화국, 콩고 공화국, 콩고 민주 공화국, 코트디부아르, 적도기니, 가봉, 가나, 기니, 라이베리아, 말리, 나이지리아, 르완다, 시에라리온, 탄자니아, 토고, 우간다에서 발견되며 케냐와 말라위에도 사는 것으로 보인다.